# Pokrajina Chieti
Pokrajina Chieti (v italijanskem izvirniku Provincia di Chieti [provinča di kjeti]) je ena od štirih pokrajin, ki sestavljajo italijansko deželo Abruci. Meji na severu in vzhodu z Jadranskim morjem, na jugu z deželo Molize in na zahodu s pokrajinama Pescara in L'Aquila.

## Večje občine
Glavno mesto je Chieti, ostale večje občine so (podatki 31.12.2007):
| Občina               | Prebivalcev |
| -------------------- | ----------- |
| Chieti               | 54.901      |
| Vasto                | 38.795      |
| Lanciano             | 36.389      |
| Francavilla al Mare  | 24.043      |
| Ortona               | 23.801      |
| San Salvo            | 18.646      |
| San Giovanni Teatino | 11.339      |
| Atessa               | 10.665      |

## Naravne zanimivosti
Majella je najbolj značilna gorska skupina v Abrucih. Šest vrhov te skupine presega 2500 metrov, najvišji je Monte Amaro z 2793 metri. V primerjavi z Alpami so te gore sorazmerno nizke, kar pa nima bistvenega vpliva na podnebje. Celo precej južnejša lega (42°N proti 46°N Alp) ne preprečuje izredno ostrih vremenskih pogojev. Tako so na Majelli kar štiri stalna snežišča in več obdobnih. Razen tega se na nadmorski višini 1600 m nahaja tudi 25 metrov visok zamrznjen slap, ki je bil prvič preplezan leta 1992. Slap se poleti delno stali zaradi izrazito sončne lege.
Seznam zaščitenih področij v pokrajini:
- Narodni park Majella (Parco nazionale della Maiella)
- Naravni rezervat Lecceta di Torino di Sangro (Riserva naturale guidata Lecceta di Torino di Sangro)
- Naravni rezervat Cascate del Verde (Riserva naturale guidata Cascate del Verde)
- Naravni rezervat Bosco di Don Venanzio (Riserva naturale guidata Bosco di Don Venanzio)
- Naravni rezervat Punta Aderci (Riserva naturale guidata Punta Aderci)
- Naravni rezervat Abetina di Rosello (Riserva naturale guidata Abetina di Rosello)
- Naravni rezervat Lago di Serranella (Riserva naturale controllata Lago di Serranella)
- Naravni rezervat Quarto Santa Chiara (Riserva naturale Quarto Santa Chiara)
- Naravni rezervat Fara San Martino Palombaro (Riserva naturale Fara San Martino Palombaro)
- Naravni rezervat Feudo Ugni (Riserva naturale Feudo Ugni)

## Zgodovinske zanimivosti
V občini Torino di Sangro se nahaja veliko pokopališče britanskih vojakov imenovano Cemetery Sangro River. Tu je pokopanih 2616 vojakov, ki so v drugi svetovni vojni padli med spopadi z nemškimi četami, ki so zapuščale Linijo Gustav pri prodoru zavezniških sil proti severu polotoka. Naloga britanskih bojevnikov je bila, da prestrežejo Nemce, ki so se umikali proti morju. Spopadi so bili zelo ostri, saj so se Nemci borili za preživetje, zavezniki pa so se posluževali letalskega bombardiranja, kar je med drugim hudo prizadelo civilno prebivalstvo. V vojaškem pokopališču pri Sangru so posmrtni ostanki pripadnikov sledečih narodnosti:
- 1768 iz Združenega kraljestva;
- 355 iz Nove Zelandije;
- 335 iz Indije in Pakistana;
- 74 iz Južne Afrike;
- 3 iz Avstralije;
- 2 iz Kanade;
- 5 drugih narodnosti;
- 75 neznanih vojakov.

Od teh je bilo 517 trupel, predvsem Indijcev, pokopanih po kremaciji, čeprav je bil ta postopek za trupla Italijanov tedaj prepovedan.